# Tomàs de Villanueva Cortés Cortés
Tomàs de Villanueva Cortés Cortés és un dirigent agrari nascut a Palma l'any 1950. Té estudis de nàutica, però la seva activitat principal és la de l'explotació ramadera. Ha estat president d'ASAJA a les Illes Balears. Fou rellevant la designació com a conseller d'Agricultura per part de Jaume Matas l'any 2003, tot i que l'octubre del mateix any renuncià al càrrec.